# Acragas humaitae
Acragas humaitae är en spindelart som beskrevs av Bauab Vianna, Soares 1978. Acragas humaitae ingår i släktet Acragas och familjen hoppspindlar. Inga underarter finns listade i Catalogue of Life.